# August Kaufhold (Maler)
August Kaufhold (* 11. April 1884 in Bremen; † 6. Juni 1955 in Dötlingen) war ein deutscher Maler.

## Leben

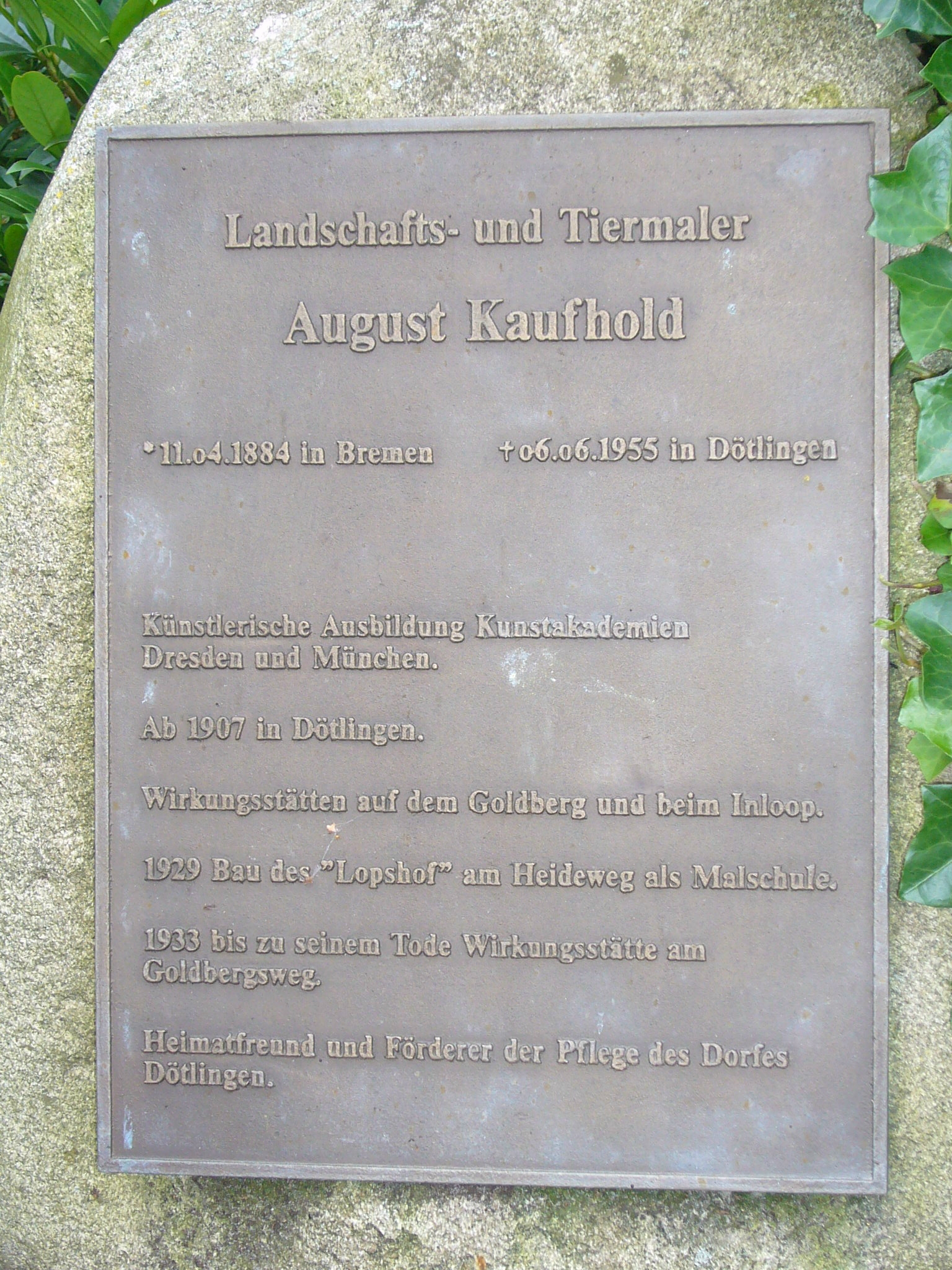
Grabstätte in Dötlingen

Kaufhold war der Sohn eines Gastwirtehepaares. Er begann mit 14 Jahren in Bremen beim Industriemaler Otto Bollhagen (1861–1924) eine Lehre. Neben anderen Arbeiten wurde er auch bei Kirchenmalereien, u. a. dem Bremer Dom, der Baumwollbörse und der dekorativen Ausmalung von Lloyddampfern eingesetzt. 
Seine Kunstausbildung begann er 1902 an der Kunstakademie Dresden bei Johannes Raphael Wehle (1848–1936) und Hermann Freye (1844–1921) und er setzte sie 1904 an der Kunstakademie München fort u. a. als  Meisterschüler von Heinrich von Zügel. Während der Studienjahre fand seine erste Sommerreisen nach Dötlingen statt. Er machte mit der besten Note das „Künstlereinjährige“ und wurde 2005 Meisterschüler des Tiermalers Heinrich von Zügel. 
Kaufhold zog 1908 nach Dötlingen. Er wurde nach dem Bau seiner Häuser  in der Künstlerkolonie Dötlingen sesshaft. 1925 brannte sein Haus mitsamt einer kostbaren Bücherei und wertvollen Bauernmöbeln nieder. Die meisten seiner Werke verbrannten ebenfalls. Dann erfolgte an selber Stelle der Aufbau des von ihm so genannten Lopshof. 1936 bezog er sein viertes Haus am heutigen Karkbäk 15,  1937 wurde der "Lopshof" an das Gauamt für Erzieher des Nationalsozialistischen Deutschen Lehrerbundes verkauft.
Zum 70. Geburtstag schrieb die Wildeshauser Zeitung: „Wenn man von einem Maler sprechen kann, der Liebe für das Tier hegt und pflegt und mit feiner Hand Natur und Kunst zu verbinden weiß, dann ist es August Kaufhold“.
Kaufhold war zweimal verheiratet. Seine erste Frau Marie (genannt Mariechen) starb 1943 und er heiratete im gleichen Jahr seine Frau Charlotte; beide hatten einen Sohn.

## Werk
Im November 1907, schrieb der Kunstkritiker Wilhelm von Busch (1868–1940) anlässlich einer Kunstausstellung des Oldenburger Kunstvereins im Augusteum in den „Nachrichten für Stadt und Land“, Oldenburg: „Zwei merkwürdige Heidebilder stellt August Kaufhold, Wildeshausen, aus. Ein neuer, unbekannter Name, vielleicht eines Sommergastes der alten Huntestadt, der dorthin verschlagen ist. Im benachbarten Dötlingen hausen ja auch beständig Malkünstler oder -jünger.“
Dieser „unbekannte Sommergast“ war August Kaufhold. Dem leidenschaftlichen Tiermaler boten sich in der bewegten Landschaft um Dötlingen die lohnendsten Motive. Von größter Lebendigkeit sind seine Tierköpfe, malerischer die grasenden weißbunten Kühe und Stiere auf den saftigen Huntewiesen, die arbeitenden Pferde mit dem Bauern vor dem Pflug und dem Ackerwagen und die Heidschnuckenherde mit Schäfer, Hund und Schafkofen in einer sonnenüberfluteten Heidelandschaft. Gerade auch die Darstellung der Wechselwirkung von Licht und Schatten und des dunstigen, blau in der Ferne verschwimmenden Hintergrundes zeigten das Können des Malers. Kaufhold, bei dem nur in frühen Bildern impressionistische und expressionistische Elemente auftauchen, zählte zu den Künstlern, die bis zum letzten Pinselstrich lieber Schwierigkeiten in Kauf nahmen, als von seiner einmal vorgegebenen Linie abzuweichen. August Kaufhold lässt sich nicht einordnen in einer der vielen „Schubladen“ unserer Kunstbetrachtung. Er malte so sehr aus dem Innern heraus, dass jedes seiner Bilder ein ganz eigenständiges Werk ist. Es gibt jeweils den augenblicklichen emotionalen Zustand des Malers wieder. August Kaufhold wurde erfolgreich. In guten Zeiten malte er 60 bis 80 Bilder im Jahr, die er oft direkt von der Staffelei verkaufte. Kunden gingen bei ihm ein und aus.

## Dötlingen
Kaufhold war mit Dötlingen eng Verbunden und lebte hier von 1907 bis 1955. Er widmete sich in seiner Kunst der abwechslungsreichen Landschaft, er malte das Dorf, seine Straßen, seine Höfe und immer wieder Schafe und Kühe. Sie erscheinen auf seinen Bildern wie Individuen, wie stolze Bewohner der Dötlinger Landschaft. Die kontrastreichen „Spielereien“ mit hell und dunkel und Licht und Schatten lassen die Tiere unter vorteilhafter Beleuchtung wie aus dem Bilderrahmen treten. Er war ein großer Tierfreund. Deshalb ließ er auch seine vierbeinigen Freunde auf seinen Bildern immer korrekt und vorteilhaft aussehen.
Sein erstes Künstlerhaus ließ Kaufhold 1908 in den Goldbergen bauen. Eine typische Reformvilla mit Hunteblick. Nach zwei Jahren verkaufte das  Haus. Er errichtete am Heideweg, unterhalb des Gierenbergs (damals Petersberg genannt) nach eigenem Entwurf 1912 den ersten Lopshof, als strohgedecktes Haus knapp außerhalb des besiedelten Bereichs, in einer noch fast wilden Naturlandschaft.
Die Bremer Sportzeitung schreibt 1920: „In jedem Raum seines kleinen, ebenerdigen Hauses fällt der Blick auf etwas Schönes und Apartes, auf herrliche alte Truhen, Schränke und Geräte. Und draußen ist der ganze Hang des Hügels mit wilden, bunt blühenden Blumen, zwischen denen hohe Silberdisteln im Winde schwanken, wie mit einem hellfarbigen Teppich bedeckt. Jenseits des Weges liegt der Petersberg, der sich nach Dötlingen hinzieht und nach Osten dehnt sich die Ebene, vorn saftig grünes Wiesenland, von der Hunte glitzernd durchflossen, und dahinter graue Heide mit bläulichen Föhrenwäldern am Horizont entlang. Weit und breit ist kein Mensch zu sehen, Vögel lärmen um das steile Dach und über uns, in den Kronen der Eichen, rauscht und rauscht es“.
1925  brannte sein Haus ab. Von den Geldern der Brandversicherung errichtete er ein großes Pensionshaus um Künstlerkollegen ein gastfreundliches Haus zu bieten. Diesen Weg war vor ihm bereits Georg Müller vom Siel (1865–1939) gegangen. So bekam Kaufhold regelmäßigen Besuch von Künstlern und Kunstinteressierten. Gerade auch die in der Nähe ansässigen Künstler wie Ludwig Fischbeck (1866–1954), Heinz Witte-Lenoir (1880–1961) und viele andere nahmen gerne den Weg in die Künstlerkolonie Dötlingen.